# Saint-Martin-du-Fouilloux, Maine-et-Loire
Saint-Martin-du-Fouilloux är en kommun i departementet Maine-et-Loire i regionen Pays de la Loire i nordvästra Frankrike. Kommunen ligger i kantonen Saint-Georges-sur-Loire som tillhör arrondissementet Angers. År 2022 hade Saint-Martin-du-Fouilloux 1 693 invånare.

## Befolkningsutveckling
Antalet invånare i kommunen Saint-Martin-du-Fouilloux
| Referens: INSEE |